# Ilm (Lahn)
Die Ilm ist ein etwa 2 km langer, westnordwestlicher und orographisch linker Zufluss der Lahn im nordrhein-westfälischen Kreis Siegen-Wittgenstein.

## Geographie

### Verlauf
Die Ilm entspringt und verläuft jeweils im Süden von Rothaargebirge und Westfalen im Südosten des im Naturparks Sauerland-Rothaargebirge. Ihre Quelle liegt an der Grenze von Siegerland und Wittgensteiner Land und an jener der Gemarkungen Nenkersdorf und Walpersdorf (Ortsteile von Netphen) zwischen dem Nenkersdorfer Weiler Lahnhof im Süden und dem Bad Laaspher Ortsteil Großenbach im Nordnordosten. Sie befindet sich etwa 830 m südsüdwestlich vom Berggipfel des Jägerhain (650,7 m) und 490 m nördlich von jenem des Grauhain (ca. 638 m) auf rund 623 m ü. NHN; direkt neben der Quelle ist in der Deutschen Grundkarte auf der Eisenstraße des Rothaargebirges ein Punkt mit 622,7 m Höhe verzeichnet. Die Ilmquelle könnte eine Schicht- oder eine Störungsquelle sein.
Nördlich bis östlich vom Grauhain und südlich bis südöstlich vom Jägerhain fließt die Ilm durch ein enges und unbesiedeltes Waldtal – ostsüdostwärts durch das Wittgensteiner Land. Im unteren Talbereich liegen am Bach zwei Teiche.
Schließlich gelangt die Ilm nahe Welschengeheu, einem Weiler des zu Bad Laasphe gehörenden Volkholz, in das obere Lahntal, in dem sie südwestlich des Weilers am Ostrand der Gemarkung Nenkersdorf auf etwa 485 m Höhe in den dort aus Richtung Südwesten heranfließenden Rhein-Nebenfluss Lahn mündet; ihre Mündung liegt beim Lahn-Kilometer 190,87.

### Naturräumliche Zuordnung
Die Ilm entspringt in der naturräumlichen Haupteinheitengruppe Süderbergland (Nr. 33) an der Grenze der Haupteinheit Siegerland (331) mit der Untereinheit Siegerländer Rothaar-Vorhöhen (331.2) im Westen zur Haupteinheit Rothaargebirge (mit Hochsauerland) (333) mit der Untereinheit Dill-Lahn-Eder-Quellgebiet (333.0) im Osten. Sie fließt durch den zur Untereinheit Dill-Lahn-Eder-Quellgebiet gehörenden Naturraum Ederkopf-Lahnkopf-Rücken (333.01).

### Einzugsgebiet und Zuflüsse
Das Einzugsgebiet der Ilm ist 1,871 km² groß. Wegen der nahe dem Grauhaingipfel befindlichen Lage weist ihre Quelle ein kleines Einzugsgebiet auf. Daher führt der Bach meist wenig Wasser und trocknet manchmal ganz aus. Zu den Ilmzuflüssen gehören drei kleine Fließgewässer; zwei davon münden linksseitig von Norden, das andere rechtsseitig von Südwesten.

## Schutzgebiete
Südlich oberhalb des Ilmoberlaufs liegt das Naturschutzgebiet Auerhahnwald (CDDA-Nr. 81326; 1934 ausgewiesen; 14,46 km² groß). Der gesamte Bachlauf befindet sich im Landschaftsschutzgebiet Gemeinde Netphen (CDDA-Nr. 555558489; 1985; 117,4529 km²) und im Fauna-Flora-Habitat-Gebiet Rothaarkamm und Wiesentäler (FFH-Nr. 5015-301; 34,46 km²).

## Verkehr und Wandern
Direkt östlich vorbei an der Ilmquelle führt als Teil der Landesstraße 722 auf 622,7 m Höhe die Eisenstraße des Rothaargebirges. Parallel zur Straße verläuft der Rothaarsteig. Südlich der Ilm steht nahe ihrer Mündung in die Lahn am Ende der Kreisstraße 34 (Glashütter Straße) eine Schutzhütte.